# 荘内南洲会
荘内南洲会(しょうないなんしゅうかい）は、山形県酒田市に本拠を置く南洲翁遺訓の広宣を目的とする団体。同市飯盛山の南洲神社や南洲会館を運営する。なお、荘内南洲会は宗教法人でもなければ、神社には氏子や宮司もいない。

## 概要
戊辰戦争の際、旧幕派の重鎮であった庄内藩（酒井家）や会津藩（会津松平家）等は奥羽越列藩同盟を結び、薩摩・長州などの官軍と激しく交わった。激戦の末、朝敵となった旧幕派は降伏。庄内藩は厳罰が下るものと覚悟を決めていた。しかし、案に相違して、官軍の側の責任者であった西郷隆盛（号は南洲）は藩主の酒井忠篤を蟄居・謹慎など寛大な処分に留めた。
これに感激した酒井や中老の菅実秀のほか庄内藩士は、その後、西郷の下を訪ね教えを受けた。西郷は西南戦争で没し逆賊となるが、1889年の大日本帝国憲法の公布を機に正三位が贈られ名誉回復を遂げると、それを記念して東京上野公園内に西郷隆盛像の建立計画が持ち上がった。その折には、酒井も伊藤博文や板垣退助と共に51人の発起人の一人として名を連ね、西郷の名誉回復に安堵した菅は、西郷の語った教えを赤沢経言・三矢藤太郎に「南洲翁遺訓」として編纂することを下命。完成した1千部の初版本は庄内藩士が全国を行脚して配った。
時代は下り、1928年1月に旧制鶴岡中学校（現：山形県立鶴岡南高等学校）2年であった長谷川（成沢）信夫は鶴岡生まれで、内村鑑三の弟子のクリスチャン、黒崎幸吉の講演を聞く。その講演で黒崎は、『無教会の伝道者である自分が教会派の人々の迫害に耐え今日まで伝道を続けてこれたのはバイブルと共に「南洲翁遺訓」があったと述べ、さらに、その「南洲翁遺訓」には、命もいらず名もいらず官位も金もいらぬ人は始末に困るものである。この始末に困るものでなくては共に国家を論ずるに足らず、という一節がある。正しいことをやるために、正しい道を踏む為に、命もいらず名もいらず官位も金もいらぬ、こういう者でなければだめなのだと教えている。この南洲先生の教えのこの一節が私を支えてきたのです。』と続けた。講演は1時間半ほどであったが、冒頭の「南洲翁遺訓」に触れた10分間が長谷川の心に刻み込まれ、その後の人生を決定づけた。
長谷川は鶴中を卒業後、山形師範学校（現：山形大学地域教育文化学部）に進み、生涯の友となる澤井修一（山形相互銀行、現：きらやか銀行頭取）と出会う。澤井は長谷川が苦境に陥るごとに支援の手を差し伸べた。長谷川は山形師範を卒業後、教職を経て、澤井が強力なスポンサーであった安岡正篤が埼玉県菅谷（現：嵐山町）に創設した日本農士学校に学び、卒業後、酒田に西郷の唱えた「敬天愛人」に由来する古書店敬天堂を開業する。この敬天堂は勉強好きな人々のサロンとなり、その参加者が中心となり1967年1月に「南洲翁遺訓を読む会」が組織され、それが発展し「荘内南洲会」が発足。さらに、長谷川は1976年に「南洲翁遺訓」を広めようと私財を投じ、酒田市飯森山の自宅に鹿児島の南洲神社からの分霊によって南洲神社を創建した。またこれに先立ち、1969年から私費で岩波文庫の「南洲翁遺訓」の頒布を始め、1996年には2万5千冊に達した。翌年8月、長谷川は84歳で生涯を閉じた。
南洲神社は、西郷隆盛と菅実秀を祀り、安岡正篤が揮毫した名を刻んだ石碑が建つ。神社脇には南洲会館があり、西郷直筆の掛け軸などを展示し、来場者に解説するほか、「南洲翁遺訓」の小冊子を現在も無料配布している。神社は土門拳記念館や酒田市国体記念体育館が所在する飯森山公園からほど近い場所に位置し、周辺には酒田市美術館や出羽遊心館さらに東北公益文科大学も立地する。
2017年に旅行で南洲神社に立ち寄った鹿児島銀行頭取の上村基宏（当時）が、遠い離れた東北の地で西郷の教えを受け継ぎ、広めてくれていることに感銘を受け、何か恩返しをしたいと寄付を申し入れた。荘内南洲会はその善意を拝受し、鹿銀からの浄財を下に老朽化した看板の大規模改修に着手。NHK大河ドラマ西郷どんの放映開始に合わせ、2018年1月に看板は新装完成した。また、同年11月、荘内南洲会が山形新聞社などのクラウドファンディング「山形サポート」で「南洲翁遺訓」の小冊子増刷のため寄付を募った所、目標金額を超える寄付が集まった。

### 注
1. ↑  のち酒田県権大参事。士族授産を図る松ヶ岡開墾、荘内銀行の前身である六十七銀行、米商会所や本間光美（酒田本間家6代当主）からの進言によって山居倉庫の設置などを主導[2]。